# Лунный мальчик (Marvel Comics)
Лунный мальчик (англ. Moon-Boy)  — вымышленный персонаж, появляющийся в американских комиксах, издаваемых Marvel Comics. Лунный мальчик похож на маленького пушистого гуманоида. Он наиболее известен как постоянный спутник Дьявольского Динозавра.

## Биография

### Ранний период
Лунный Мальчик родился в племени гоминидов, известном как Малый Народ, который поселился в Долине Пламени, регионе многочисленных действующих вулканов в параллельной реальности Земля-78411, на планете, известной как Мир Динозавров.

### Дьявольский Динозавр
Связь Лунного Мальчика с Дьявольским Динозавром началась в тот день, когда он наткнулся на женщину - Дьявольского Зверя, на которую напало соперничающее племя, известное как Народ-Убийц. Самка погибла, а также двое из трех ее детенышей. Третий не умер; однако, но был преобразован, когда Народ Убийц попытался сжечь его заживо своими факелами. Огонь навсегда опалил кожу молодого Дьявольского Зверя ярко-красным цветом. Лунный Мальчик позаботился об осиротевшем существе после его испытаний и назвал его Дьяволом. Изгнанный из своего племени из-за связи с Дьяволом, Лунный Мальчик и его спутник стали странниками. Чуть не попав в ловушку, расставленную Народом-Убийц, Динозавр-Дьявол врезался в шипы, используя свой импульс и огромный вес, чтобы сломать их, не повредив себя. Поскольку план Семи Шрамов провалился он прибегнул к своей поддержке и похоронил Динозавра-Дьявола под горой щебня. Считая Дьявола мертвым, Семь Шрамов взяли в плен Лунного Мальчика и привели его в пещеру Длинноногих как жертву. После того, как они ушли, Дьяволу удалось освободиться из-под обломков, измученному, но живому, хотя, прежде чем он успел прийти в себя, на него напал игуанодон. Последовала короткая битва, которую Дьявол в конце концов выиграл, и затем он начал выслеживать Лунного Мальчика. Вернувшись в пещеру Длинноногих, Лунный Мальчик был связан и собирался принести его в жертву вышеупомянутым Длинноногим, но был спасен Дьяволом, вооруженным пылающей ветвью, из сожженной долины. Он поджег траву, окружив Народ Убийц огненным кругом, и спас Лунного Мальчика, наступив на Семь Шрамов, которые пытались остановить их бегство, предположительно мгновенно убив его. Затем остальные Убийцы были оттеснены обратно в пещеру, где все они подверглись нападению и, предположительно, убиты Длинноногим, Дьяволом и Лунным Мальчиком, а затем ушли, а таинственная фигура наблюдала за ними.

### Бой с Громовым Рогом
Проснувшись посреди ночи от громкого странного звука, Динозавр-Дьявол и Лунный Мальчик отправились исследовать странную фигуру, которая оборвала их сон. После погони гигантский камень был брошен в Дьявола, лишив его равновесия, подвиг, на который не способно ни одно живое существо. Продолжая поиски, Лунный Мальчик увидел двуногую фигуру с головой Громового Рога. На следующее утро Лунный Мальчик вышел один и нашел фигуру, которая оказалась гигантским гуманоидом в маске, сражающимся с Кости-Спиной. После победы над Костяным Бэком Великан зовет Рука, и Лунный Мальчик пытается уйти, но его захватывает другая фигура. Тем временем Динозавр-Дьявол обнаружил исчезновение Лунного Мальчика и следует по следу тела динозавра к Гиганту. Когда он встречается с Великаном, Начинается битва, но оба кажутся равными, поэтому Дьявол пытается заманить Великана в болото. Фигура, захватившая Лунного Мальчика, оказывается гораздо меньшей фигурой Гиганта, сбежавшая из своего пленника Лунный Мальчик приводит младшего Великана к тому же болоту, в котором находится Дьявол, точно так же, как Великана обманом заставляют упасть. Затем Лунный Мальчик показывает, что младший гигант - это детеныш других, и они приступают к спасению гиганта из болота, и он уходит со своим сыном на руках, при этом между Большими и Динозавром-Дьяволом заключено перемирие.

### Небесные Демоны
В разгар кошмаров о существах с неба, пришедших уничтожить всю долину, Лунный Мальчик падает со своего дерева и становится свидетелем того, как что-то падает на землю. Он падает с таким ударом, что начинает разрывать землю на части, поэтому Динозавр-Дьявол и Лунный Мальчик уходят, чтобы исследовать источник. Они прибывают на место крушения, и без их ведома это космический корабль, из которого выходят гуманоидные инопланетяне/роботы, которых Лунный Мальчик называет небесными демонами. Которые начинают опустошать все формы жизни, нокаутируя Дьявола, захватывая Лунного Мальчика и взяв его на борт своего корабля. В то время как роботы начинают разрушать долину, двое из племени горцев, Беловолосый и Каменная Рука .искать Дьявола в надежде, что он поможет им. Найдя его после того, как он только что оправился от бессознательного состояния, пара становится свидетелем того, как он убивает одного из « Небесных демонов ». Но когда Дьявол поворачивается спиной, небесный демон не полностью мертв, и Каменная Рука спасает ему жизнь от нападения инопланетян. Затем все трое заключают партнерство, и горцы следуют за Дьяволом в качестве своего нового лидера. Вернувшись к кораблю, троица становится свидетелем того, как инопланетяне берут на борт динозавров и горцев для изучения. Когда кто-то пытается убежать, он мгновенно испаряется. Опасаясь за их жизни, Каменная Рука пытается уйти, но Беловолосый настаивает, чтобы они остались с Дьяволом, который отворачивается от корабля и направляется к Башне Смерти, планируя сокрушить захватчиков тем, что находится внутри.

### Сражения с Роями
Лунный мальчик оказывается запертым в стеклянном ящике, и инопланетяне сбивают его с ног, чтобы продолжить исследование его интеллекта и его будущего потенциала. Тем временем Динозавр-Дьявол, Беловолосый и Каменные Руки направляются к Башне Смерти, когда на них нападают двое пришельцев. Используя гейзер, Дьявол, по-видимому, убивает их, и они продолжают свое путешествие, на самом деле он уничтожил только одного из них, и когда они достигают башни, второй догоняет и снова пытается убить троицу. Как только инопланетянин начинает заряжаться, его уничтожают Роевики, гигантские муравьи, для которых башня является домом. Вернувшись на корабль, Лунный Мальчик все еще подвергается экспериментам, и инопланетяне обнаруживают, что он обладает самым большим интеллектуальным потенциалом из всех рас, которые они проанализировали. Беспокоясь о том же интеллектуальном потенциале, что и у Дьявола, они посылают наземную дробилку, чтобы уничтожить его. Вернувшись с Дьяволом и остальными, роевики начали атаку на троицу за вторжение и залезание на спину Дьявола. Все они направляются внутрь башни, а Беловолосый предполагает, что Дьявол делал это раньше, поскольку он в значительной степени может избежать основной массы роевиков. Как только их обнаруживают роевики, земной дробилка разрушает башню, что приводит роевиков в бешенство, и они атакуют дробилку, разрушая ее, а роевики затем несутся на космический корабль. Оставив троицу в покое, уставшую и утомленную их испытанием. и взбирается на спину Дьявола. Все они направляются внутрь башни, а Беловолосый предполагает, что Дьявол делал это раньше, поскольку он в значительной степени может избежать основной массы роевиков. Как только их обнаруживают роевики, земной дробилка разрушает башню, что приводит роевиков в бешенство, и они атакуют дробилку, разрушая ее, а роевики затем несутся на космический корабль. Оставив троицу в покое, уставшую и утомленную их испытанием. и взбирается на спину Дьявола. Все они направляются внутрь башни, а Беловолосый предполагает, что Дьявол делал это раньше, поскольку он в значительной степени может избежать основной массы роевиков. Как только их обнаруживают роевики, земной дробилка разрушает башню, что приводит роевиков в бешенство, и они атакуют дробилку, разрушая ее, а роевики затем несутся на космический корабль. Оставив троицу в покое, уставшую и утомленную их испытанием. Оставив Динозавра-Дьявола выздоравливать, Каменная Рука слышит женский крик и находит Лесного Народца, на Ива нападает пара роевиков. Не сумев спасти ее, пару спасает Дьявол, который не сильно убивает роевиков, к раздражению Иева. Эев отправился в башню смерти за едой для роевиков, пока они едят, они наблюдают за роями, направляющимися к космическому кораблю Небесных Демонов. Внутри корабля пришельцы пришли к выводу, что Лунный Мальчик и его раса слишком рискованны, чтобы позволить им полностью раскрыть свой потенциал, поэтому нужно забрать его, чтобы убить, и один из пришельцев приказывает убить всех гоминидов. Однако, прежде чем что-либо успел что-либо сделать, роевики начинают уничтожать космический корабль, позволяя Лунному Мальчику сбежать. Дьявол и трио гоминидов наблюдают за разрушением кораблей, и Дьявол, предполагая, что Лунный Мальчик погиб, оставь троих в печали. Затем Каменная Рука объявляет Ив своей женой, но она категорически отказывается, но Каменные Руки не слушают, игнорируя мольбы Беловолосого и Ива. Лунный мальчик пытается сбежать с корабля, но его почти раздавливают все убегающие динозавры, поэтому он является одним из немногих оставшихся существ, когда корабль взрывается, как ядерная бомба. Оставив после себя устройство, называющее себя главным компьютером. Опасаясь за свою жизнь, Лунный Мальчик бежит в поисках Дьявола, которого чуть не съели несколько динозавров. У прячущегося в пещере Лунного Мальчика есть воспоминания о нем и Дьяволе. Начинается дождь, когда Каменная Рука, Ив и Беловолосый натыкаются на Главный Компьютер, который подзывает их ближе, заявляя, что не причинит им вреда.

### Главный компьютер
В поисках основного компьютера три Новых Народа, Динозавр-Дьявол, выброшены Главным компьютером из-за похвалы Каменнорукого и Ив и в конечном итоге вынуждены бежать из-за мощности компьютеров. Компьютер заключает троих в стеклянный купол, чтобы предотвратить причинение им вреда. Каменная Рука и Беловолосый недовольны этим, но Ив более приемлем. Вернувшись с Лунным Мальчиком, он покидает пещеру, в которой прятался, но на него нападает голодный Хоппер. Убегая через болота, он почти раздавлен гигантским Пожирателем растений, но все еще не может убежать от прыгуна. Когда его вот-вот поймают, его спасает Дьявол, и пара воссоединяется. Главный компьютер превратил купольную тюрьму в мини-рай, который и Иев, и Белые Волосы приняли и наслаждаются. Однако Каменные Руки хотят быть свободными, но его попытки уничтожить Главный Компьютер сорваны. Дьявол и Лунный Мальчик в конце концов возвращаются к компьютеру и обнаруживают, что Беловолосый умер от того, что позже оказывается радиационным отравлением. Почувствовав, что компьютер солгал о своей гарантированной безопасности, Каменная Рука возобновляет свои атаки на него. Повредив его, Дьявол затем заряжает ослабленный барьер; ломая его, что вызывает обратную связь с компьютером и разрушает его, заставляя сад исчезать и освобождая Ива и Каменных Рук. Пара уходит, заявляя, что они никогда не забудут того, что произошло, и расскажут эту историю всем.

### Битва с Всадниками
Во время поиска Маленького Народа Динозавр-Дьявол и Лунный Мальчик наблюдают, как они едут вместе с парой Всадников, предлюдей, которые ездят на динозаврах. Они бросаются обратно в свое племя с намерением вернуться и захватить Дьявола и использовать его в качестве нового ездового животного своего лидера. Тем временем Лунный Мальчик находит Маленького Народа, прячущегося в пещере, все еще опасающегося Дьявола и нового племени всадников. Лунный Мальчик провозглашает Дьявола, защищая их, точно так же, как рев Дьявола сотрясает пещеру. Выбежав наружу, Лунный Мальчик обнаруживает, что всадники пытаются поймать Дьявола с помощью лиан, но вскоре Лунный Мальчик помогает освободить его, и они начинают контратаку на всадников. Когда их лидер, Серый Зуб, появляется верхом на Громовом Роге, он атакует пару, чего достаточно, чтобы отвлечь Дьявола, чтобы его повалили на землю и быстро ослепили грязью. Лунный Мальчик сбегает, прежде чем его удается схватить, и возвращается к Малым Народам, чтобы заручиться их помощью в освобождении Дьявола и Долины от всадников. После некоторого размышления малый народец соглашается, и план составляется. Вернувшись к Дьяволу, всадники пытаются сломить его дух с помощью комбинации мешка с запахом, надетого ему на голову, и ритуала Убийцы духов. Однако, прежде чем он будет закончен, мелкие люди начинают свою атаку, обманом заставляя многих своих всадников падать насмерть и падать в болота. Лунный Мальчик отправляется к свободному дьяволу, но его останавливает Серый Зуб, который начинает атаковать его на Громовом Роге. Вид которого выводит Дьявола из ступора и спасает его, прежде чем преследовать и, предположительно, убить Серого Зуба. Пара уходит усталой, но снова вместе. всадники пытаются сломить его дух с помощью комбинации мешка с запахом, надетого ему на голову, и ритуала Убийцы духов. Однако, прежде чем он будет закончен, мелкие люди начинают свою атаку, обманом заставляя многих своих всадников падать насмерть и падать в болота. Лунный Мальчик отправляется к свободному дьяволу, но его останавливает Серый Зуб, который начинает атаковать его на Громовом Роге. Вид которого выводит Дьявола из ступора и спасает его, прежде чем преследовать и, предположительно, убить Серого Зуба. Пара уходит усталой, но снова вместе. Всадники пытаются сломить его дух с помощью комбинации мешка с запахом, надетого ему на голову, и ритуала Убийцы духов. Однако, прежде чем он будет закончен, мелкие люди начинают свою атаку, обманом заставляя многих своих всадников падать насмерть и падать в болота. Лунный Мальчик отправляется к свободному дьяволу, но его останавливает Серый Зуб, который начинает атаковать его на Громовом Роге. Вид которого выводит Дьявола из ступора и спасает его, прежде чем преследовать и, предположительно, убить Серого Зуба. Пара уходит усталой, но снова вместе.

### Земля-616
Посетив Ведьму Ямы , чтобы доказать свою силу, Динозавр-Дьявол злит как Ведьму, так и «духов» ямы. При попытке уйти Лунный Мальчик и Дьявол теряются, и одна из ям начинает показывать им странные видения. Это сбивает с толку Дьявола, который спотыкается назад, заставляя его упасть в одну из ям, Лунный Мальчик может спасти себя, но Дьявол падает через межпространственный портал и оказывается в Неваде на Земле-616. И в страхе и гневе на нападение начинает разрушать маленький городок. Лунного Мальчика спасают с края ямы Ведьма и ее сын, которые в конце концов уступают мольбам Лунного Мальчика спасти Дьявола. Трио направляется к другой яме, куда ведьма и ее сын бросают в яму массивные камни, которые взрываются, открывая еще один межпространственный портал между их миром и Землей-616. Увидев портал, Дьявол бросается обратно через портал и воссоединяется с Лунным Мальчиком, и они вдвоем бегут из ям, клянясь никогда не возвращаться.

### Годзилла
Годзилла переносится в мир динозавров, где Годзилла встречается с динозавром-дьяволом и сражается с ним. Однако, когда Воины-ящерицы приходят, чтобы вторгнуться в дом Лунного Мальчика, Лунному Мальчику удается обратиться к Годзилле с просьбой помочь ему остановить вторжение. Когда Годзилла помогает Лунному Мальчику и Динозавру-Дьяволу отразить нападение Людей-Ящериц, им успешно удается отразить вторжение Людей-Ящериц и спасти дом Лунного Мальчика в Пламенной Долине. В это время Годзилла внезапно принимает свой первоначальный размер. Находясь на современной Земле, Рид доставляет машину времени в безопасное место, но вместо того, чтобы взорваться, она переносит полноразмерного Годзиллу обратно в настоящее в натуральную величину прямо в центр Нью-Йорка.

### Падшие Ангелы
Динозавр-дьявол и Лунный мальчик присоединились к Падшим ангелам , группе сверхчеловеческих личностей, в основном состоящей из подростков-мутантов, которая базировалась в клубе Beat Street Club на Манхэттене , Нью-Йорк . Ариэль отвез группу на Землю-78411, где они встретили и подружились с дуэтом из другого измерения.
Во время конфликта между Фарсом и его врагом, манипулирующим временем, Доктором Вчера, Дьявол и Лунный Мальчик были ненадолго телепортированы на Землю-616.
В разгар драки между Технет и Локхид внутри маяка Экскалибура Дьявол и Лунный Мальчик снова были ненадолго перенесены на Землю-616.

### Встреча с Призрачным Гонщиком и Уткой Говардом
Дженнифер Кейл попыталась вернуть Утку Говарда. Она случайно телепортировала Дьявольского Динозавра и Лунного Мальчика в свою квартиру в Нью-Йорке. Дезориентированный динозавр попытался съесть Ховарда, но выплюнул его, когда Призрачный гонщик выстрелил из Адской пушки. Затем они устроили беспорядки по городу, прежде чем Призрачный гонщик усмирил его. Ховард рассказал о паре, оказавшейся в ловушке в мире, который он никогда не создавал, и ушел.

### Дикая Земля
Застрявшие на современной Земле-616 после их телепортации туда Дженнифер Кейл, пара была загипнотизирована и присоединилась к Цирку Преступлений . После спасения Человеком-Пауком Дьявол и Лунный Мальчик были перемещены в Дикую Землю.
Молодые Небожители перенесли Халка в прошлое, чтобы сразиться с Дьяволом.
Он и Дьявол сохранили свои силы в День М, поскольку они не были мутантами разновидности Homo Superior.
Пара все еще находилась в Дикой Земле Земли-616, когда на нее напали Роксон и Грабитель. Они объединились с Ка-Заром и другими жителями Диких земель, чтобы отбиваться от них.
В определенный момент в Мире Динозавров ренегат Скрулл сбежал на планету Дьявола и использовал свои способности к изменению формы, чтобы выдать себя за покойного лидера Народа Убийц, Семи Шрамов.

### Герои по найму
Позже Лунный Мальчик отделился от Дьявола, когда его забрали из Дикой Земли и доставили в Нью-Йорк команда наемников « Герои по найму », которых ученые ЩИТ наняли для поиска « человека умелого », чтобы они могли изучить его ДНК.

### Мстители:Инциатива
Чтобы спасти Лунного Мальчика, Стегрон начал использовать динозавров для нападения на базы ЩИТа в США. Доктор Валери Купер назначила Тигру во главе небольшого отряда, которому было поручено остановить его. Отряд в конце концов смог остановить Стегрона, но, узнав, что Стегрон просто пытался спасти Лунного Мальчика, Рептилия настояла на воссоединении его с Динозавром-Дьяволом . С помощью Тигры Рептилия смогла инсценировать смерть и побег Лунного Мальчика. Тигра связался с Ка-Заром, и он вместе с Рептилией сопровождал Лунного Мальчика обратно в Дикую Землю.

### Скаар
Он и Динозавр-Дьявол объединились со Скааром, чтобы помочь Шанне освободиться от ментального контроля Дизайнера, который в то время пытался вернуть себе контроль над Дикой Землей и уничтожить все за ее пределами. Они собрали армию, состоящую из людей, попавших в червоточину, победили ее и освободили Шанну.

### Смерть и Спасение
В какой-то момент Дьявол и Лунный Мальчик вернулись в свою реальность после пребывания в Дикой Земле, и там Лунный Мальчик был забит до смерти, преследуя Народ Убийц — Тока , Рачачи и Тарга — после их лидера, Шипастые Зубы завладели Всеволновым Проектором , который они назвали Камнем Ночи. Лунная Девушка позже использовала то же самое устройство, чтобы вернуться во времени до момента смерти Лунного Мальчика, тем самым предоставив Дьявольскому Динозавру необходимое окно, чтобы вмешаться и спасти его.

## Силы и способности
Физиология маленького народа: Лунный мальчик очень волосатый, с густым мехом, покрывающим все, кроме ладоней, подошв и лица. Лунный Мальчик часто ходит голым; его густая шкура из волос, подобных животным, обеспечивает достаточную защиту от непогоды.
Как мутант, Лунный мальчик исключительно умен для своего вида (предположительно, связан с этой мутацией) и может понимать динозавра-дьявола (возможно, с помощью псионических способностей).

Интеллект: Предположительно из-за своей мутации Лунный Мальчик обладает исключительно более высоким интеллектом, чем большинство его сородичей, и быстро понимает новые ситуации.
Навыки выживания: Лунный мальчик имеет многолетний опыт поиска пищи и общего выживания в дикой природе.

Тактик: Он способный тактик.

Многоязычный: Лунный Мальчик каким-то образом способен понимать гортанные звуки своего компаньона Динозавра-Дьявола как язык (возможно, благодаря псионическим способностям). Он смог выучить английский по американскому телевидению за считанные часы и теперь говорит на двух языках (со своим примитивным языком).

Ловкость: Лунный Мальчик исключительно более проворный, чем человек такого же размера, и является опытным акробатом и брахиатором.

### Другие версии
В альтернативной вселенной Земля-9997 из серии Земля X скелет Лунного Мальчика виден в Синей области Луны поверх скелета Динозавра-Дьявола. Выясняется, что Росомаха является потомком Лунного Мальчика.

В альтернативной вселенной серии Mutant X «Мальчик Лунного Рыцаря » является членом Смертельного Легиона Земли-1298.

В серии Nextwave, которая в 2006 году была объявлена главным редактором Marvel Джо Кесадой, действие которой происходит во вселенной, отдельной от основной преемственности Marvel, показано, что Дьявольский Динозавр является главой двух организаций, связанных с терроризмом. , Beyond Corporation© и SILENT , которые он создал из-за своей растущей ненависти к «обезьянам». Дьявол изображается обладающим способностью говорить и провозглашает: «Лунный Мальчик ненавидел меня. Лунный Мальчик должен был умереть. Лунный Мальчик имел неприятный вкус и причинял мне серьезные ректальные расстройства».

## В других СМИ

### Телевидение

Супергеройский отряд

Мун-Бой появляется в эпизоде сериала Супергеройский отряд «Динозавр-дьявол, который ты говоришь!», озвученный Джошем Китоном.

Мун-Бой появляется в эпизоде сериала Халк и агенты У.Д.А.Р. «Days of Future Smash: The Dino Era», озвученном Джеймсом Арнольдом Тейлором. В альтернативной временной шкале, где Лидер сделал динозавров разумными, а Халк сражался с Лидером в мезозое , другие агенты участников SMASH переживают сдвиг временной шкалы, когда динозавры стали разумными и цивилизованными. За это время им пришлось спасти Лунного Мальчика от короля Саурона. Силы во главе с Генералом Громовой Ящерицей Россазавром в то время, когда король Саурон собирался истребить первобытных людей. С помощью Эль Дьябло (интеллектуальная версия Динозавра-Дьявола) и Паука-Раптора Агенты SMASH смогли спасти Лунного Мальчика и свергнуть короля Саурона. Затем Лунный Мальчик подружился с Эль Диабло. После того, как Халк срывает планы Лидера в мезозойской эре, временная шкала смещается на другую временную шкалу.

### Видеоигры
Лунный Мальчик появляется как игровой персонаж в LEGO Marvel’s Avengers, где Джеймс Арнольд Тейлор повторяет эту роль.